# 長沢光一
長沢 光一（ながさわ こういち、1929年2月13日 - 2005年10月19日）は、日本の経営者。安藤建設社長、会長を務めた。

## 経歴
東京都出身。1951年に東京大学工学部建築学科を卒業し、東京大学大学院研究生、三菱地所での勤務を経て、1961年2月に安藤建設に入社。
1974年に取締役に就任し、1983年に常務、1986年に専務を経て、1988年6月に副社長に就任し、1989年6月には社長に昇格。1997年6月に会長、1999年6月に取締役相談役を経て、2001年6月には相談役に就任。
2005年10月19日脳出血のために死去。76歳没。